# Landschaftsschutzgebiet Ortsrandlage Stemel

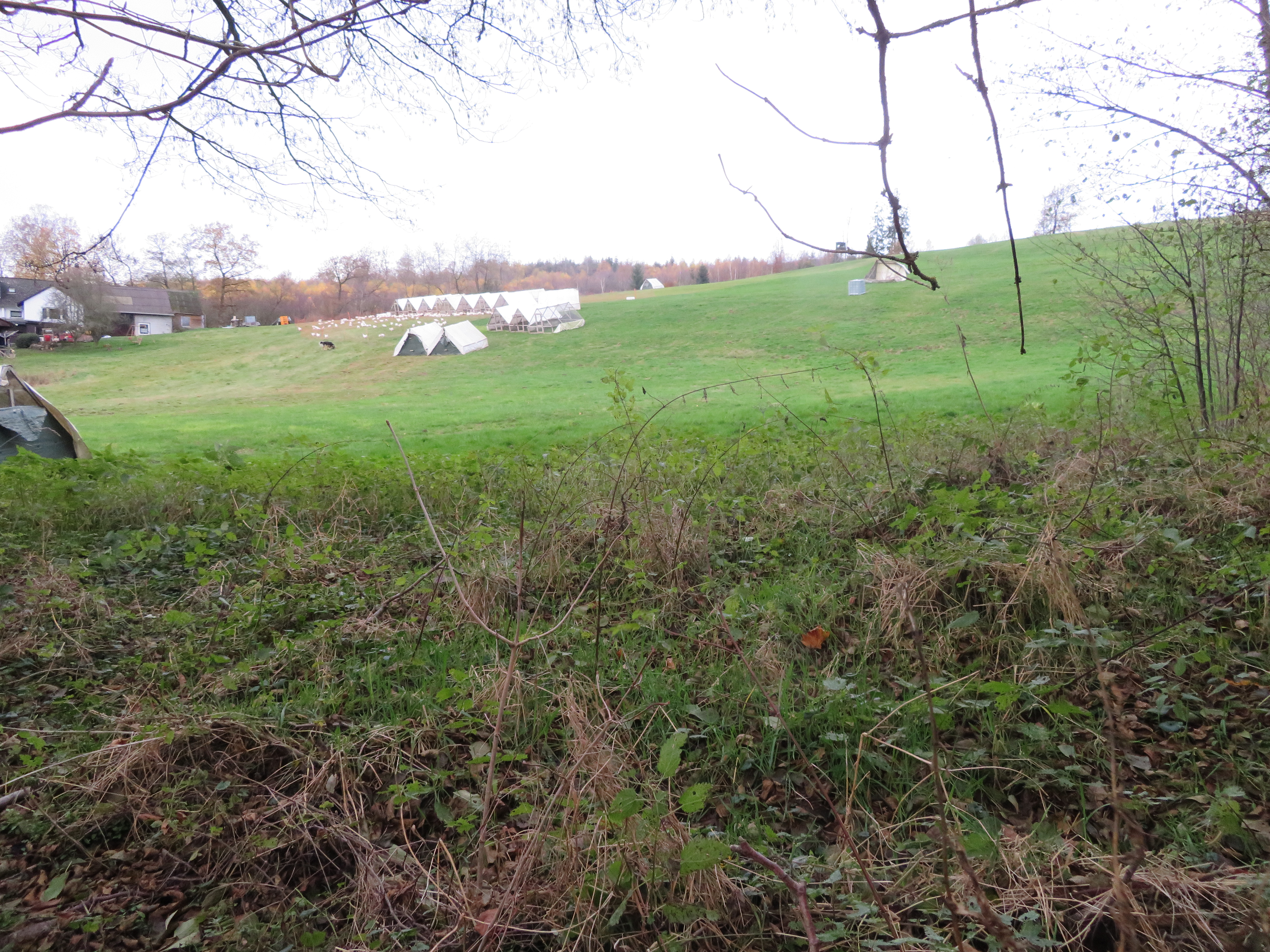
Östliche Teilfläche des Landschaftsschutzgebietes

Das Landschaftsschutzgebiet Ortsrandlage Stemel mit 5,7 ha Flächengröße liegt nördlich von Stemel im Stadtgebiet von Sundern im Hochsauerlandkreis. Es wurde 2019 bei der Neuaufstellung des Landschaftsplans Sundern durch den Kreistag des Hochsauerlandkreises als Landschaftsschutzgebiet (LSG) vom Typ B – Ortsrandlagen, Landschaftscharakter ausgewiesen. Vorher waren die Teilflächen ab 1993 Teil des Landschaftsschutzgebiets Sundern oder ohne Schutzausweisung gewesen. Das LSG grenzt teilweise direkt an die Bebauung und besteht aus zwei Teilflächen.

## Beschreibung
Das LSG umfasst landwirtschaftliche Offenlandbereiche. Das Naturschutzgebiet Unteres Heckmersiepen grenzt an die östliche Fläche im Süden an.

## Schutzzweck
Die Ausweisung erfolgte u. a. zur Sicherung der Vielfalt und Eigenart der Landschaft im Nahbereich der Ortslage sowie in alten landwirtschaftlichen Vorranggebieten insbesondere durch deren Offenhaltung; Erhaltung der Leistungsfähigkeit des Naturhaushalts hinsichtlich seines Artenspektrums und der Nutzungsfähigkeit der Naturgüter.
Der Landschaftsplan führt als speziellen Schutzzweck auf: „...sichert diese Freiflächen als Übergangsbereich zwischen Bebauung und ausgedehnten, zusammenhängenden Waldflächen.“

## Rechtliche Vorschriften
Wie in den anderen Landschaftsschutzgebieten vom Typ B im Stadtgebiet besteht im LSG ein Verbot, Bauwerke zu errichten. Vom Verbot ausgenommen sind Bauvorhaben für Gartenbaubetriebe, Land- und Forstwirtschaft. Die Untere Naturschutzbehörde kann Ausnahme-Genehmigungen für Bauten aller Art erteilen. Wie in den anderen Landschaftsschutzgebieten vom Typ B in Sundern besteht im LSG ein Verbot der Erstaufforstung und Weihnachtsbaum-, Schmuckreisig- und Baumschul-Kulturen anzulegen.
Wie für alle Landschaftsschutzgebiete vom Typ B im Landschaftsplangebiet wurde das Gebot erlassen das Gebiet durch landwirtschaftlichen Nutzung oder durch geeignete Pflegemaßnahmen von Bewaldung freizuhalten.